# Acianthera subrotundifolia
Acianthera subrotundifolia é uma espécie de orquídea epífita, família Orchidaceae, que existe no Rio de Janeiro, Brasil. São plantas de tamanho médio,  de crescimento subcespitoso, com caules muito mais longos que as folhas, de secção cilíndrica na base e mais largos na porção superior, As folhas são mais ou menos ovais, com mais de uma inflorescência simultânea, as quais comportam diversas flores predominantemente amarelo-escuras, com labelo da mesma cor e centro púrpura. Planta muito similar à Acianthera exarticulata, não está claro qual seria a diferença entre as duas.

## Publicação e sinônimos
- Acianthera subrotundifolia (Cogn.) F.Barros & V.T.Rodrigues, Bradea 14: 23 (2009).

Sinônimos homotípicos:
- Pleurothallis subrotundifolia Cogn., Bull. Soc. Roy. Bot. Belgique 43: 317 (1906 publ. 1907).